# La Esperantisto
A La Esperantisto volt az első havonta megjelenő folyóirat eszperantó nyelven. Először 1889. szeptember 1-jén jelent meg Nürnbergben. Az orosz cenzúra hatására és általános pénzügyi problémák miatt 1895-ben megszűnt. Szerepét a svéd Lingvo Internacia újság vette át.

## Története
A  La Esperantisto  első megjelenése egy nyolcoldalas próbakiadás volt, amely egy német, francia és eszperantó nyelvű Prospektustust, német és eszperantó nyelvű cikket az eszperantó és volapük nyelvekről, verseket az eszperantistához német fordítással, végül bibliográfiával és a készülő könyvek közleményeit tartalmazta.
1889 végén az újságnak 113 előfizetője volt, főleg oroszok. A La Esperantisto azonnal a leghatékonyabb orgánummá és a mozgalom ösztönzőjévé vált a különböző országokban élő eszperantó hívei között, akiknek korábban szinte semmi más kapcsolatuk nem volt a nyelvvel, mint a Zamenhoffal folytatott levelezés. Az újság jó cikkeket tartalmazott, amelyek elősegítették a nyelv mélyebb tanulmányozását, ezzel lehetővé vált a nyelv írójának, hogy általános válaszokat adjon mindenki számára a „Válaszok a barátoknak” című rovatban, és egyúttal tájékoztatta a híveket az eszperantó előrehaladásáról.
1890-ben a La Esperantisto teljes egészében Zamenhof szerkesztette, a kevés előfizető miatt csak nagy nehézségekkel és komoly költségekkel tudta kiadni az újságot. 1891 augusztusában javasolta az Eszperantó Részvénytársaság megalakítását. Az év vége felé Zamenhof személyes körülményei annyira nyomasztóvá váltak, hogy kénytelen volt feladni az ügy folytatását.
Aztán jött egy pénzügyi támogató, W. H. Trompeter személyében. Ő felajánlotta, hogy támogatja az újság kiadását 1894-ig.
1894-ben a folyóiratnak 717 előfizetője volt, akiknek 60%-a orosz volt.

## Fordítás
- Ez a szócikk részben vagy egészben  a   La Esperantisto című eszperantó Wikipédia-szócikk ezen változatának fordításán alapul.  Az eredeti cikk szerkesztőit annak laptörténete sorolja fel. Ez a jelzés csupán a megfogalmazás eredetét és a szerzői jogokat jelzi, nem szolgál a cikkben szereplő információk forrásmegjelöléseként.